# Американці за мистецтво
Американці за мистецтво (англ. Americans for the Arts) — неприбуткова організація, основна увага якої спрямована на розвиток мистецтва в США. Маючи офіси у Вашингтоні та Нью-Йорку, організація працює більше 50 років. Американці за мистецтво присвячують своє служіння місцевим громадам, тим самим створюючи можливості для кожного американця для участі та оцінки всіх форм мистецтва. Американці за мистецтво були засновані в 1996 році в результаті злиття Національної асамблеї агенцій місцевого мистецтва (NALAA) та Американської ради мистецтв (ACA). У 2005 році вони також об'єдналися з Arts & Business Council Inc., також відомі як Arts & Business Council of New York. Президент та виконавчий директором якого Роберт Лінч.

## Цілі
Для досягнення своєї місії, а саме просувати та очолювати мережу організацій та осіб, які культивують та підтримують мистецтво в Америці, американці в галузі мистецтва зосереджені на чотирьох основних цілях:

1) Вести та обслуговувати митців та організації, щоб сприяти створенню середовищ, в яких розвивається мистецтво, сприяти більш активним та творчим спільнотам.

2) Створення політики державного та приватного секторів, а також більше ресурсів для освіти в галузі мистецтва.

3) Побудова індивідуальної освіти в галузі мистецтва.

4) Забезпечити операційну стабільність організації та її здатність творчо реагувати на можливості та виклики.

Ці цілі досягаються у партнерстві з місцевими, державними та національними культурними організаціями; державними установами; бізнес-лідерами; індивідуальними благодійниками; вихователями та спонсорами по всій країні.

## Заходи
Крім того, американці в галузі мистецтва проводять щорічні заходи, спрямовані на покращення висвітлення мистецтва, включаючи Національну премію мистецтв, яка визнає тих лідерів художників та мистецтв, які демонструють зразкове національне керівництво і чиї роботи демонструють надзвичайні художні досягнення; BCA, яка визнає десять компаній США за їх виняткову прихильність до мистецтва за допомогою грантів, місцевих партнерств, волонтерських програм, відповідних подарунків, спонсорства та членства в правлінні; та Public Leadership in Arts Awards (у співпраці з Конференцією мерів США), яка висвітлює обраних посадових осіб у місцевому, штатному та федеральному уряді за підтримку мистецтв.
Завдяки кампаніям національної оглядової діяльності та місцевих зв'язків, американці в галузі мистецтва прагнуть заохотити та мобілізувати лідерів громадськості та осіб, які можуть забезпечити розвиток мистецтва в Америці. Американці за мистецтво щорічно скликають захисників мистецтв з усієї країни, щоб сприяти федеральної підтримки мистецтва, гуманітарних наук та виховання мистецтва. Американці для мистецтв проводять як кількісні, так і якісні дослідження, присвячені сегментам некомерційних галузей промисловості Америки.

Американці за мистецтво обслуговують понад 150 000 організаційних і окремих членів та зацікавлених осіб. Місцеві агенції мистецтва в США також обслуговують безліч унікальних партнерських мереж з особливими інтересами, включаючи громадське мистецтво, об'єднання фантастичних мистецтв, освіту в галузі мистецтва та лідерів мистецтва, що розвиваються.
1. 1 2  https://www.charitynavigator.org/ein/521996467
2. ↑  Nonprofit Explorer: Research Tax-Exempt Organizations